# Ana Serradilla
Ana Serradilla, née le 9 août 1978 à Mexico, est une actrice mexicaine.

## Filmographie

### Cinéma
- 2000 : El duende del reloj :  Ericka
- 2001 : Un mundo raro :  Dianita, la de las vueltecitas
- 2006 : Cansada de besar sapos :  Martha Zavala
- 2006 : Sexo, amor y otras perversiones (en) :  Mirtha
- 2006 : Amor de madre :  Sofia
- 2007 : El brindis :  Emilia
- 2007 : Corazón marchito : Ella
- 2007 : Eros una vez María : María
- 2007 : Déficit (en) : Mafer
- 2008 : Todo incluido : Macarena
- 2009 : Euforia : Ana
- 2010 : Preludio : Ella
- 2011 : La otra familia (en) : Ivana
- 2011 : Los inadaptados (en) : Sofía
- 2011 : Pastorela : Monjita
- 2012 : Espacio interior : María
- 2012 : Hidden Moon : Miranda Ríos
- 2013 : Buenos amigos : Ella
- 2016 : La Viuda Negra 2 : Griselda Blanco
- 2019 : Welcome to Acapulco : Adriana Vazquez

### Télévision
- 1998 : Chiquititas : Belén
- 1999 : La vida en el espejo : Paulita Giraldo de Román
- 2000 : Momento de decisión :
- 2001 : Cuando seas mía : Daniela Sánchez Serrano / Daniela Sánchez Zambrano
- 2003 : El poder del amor :
- 2003 : Mirada de mujer, el regreso : Carolina
- 2004 : Tan infinito como el desierto :
- 2004 : Las Juanas || Juana Valentina : Lead role
- 2006 : Línea nocturna || Ana Lilia Armendáriz : 12 episodes
- 2006 : Campeones de la vida : Isabel
- 2008 : Amas de casa desesperadas : Gabriela Solís
- 2008 : Deseo prohibido : Lucía Santos ||
- 2010 – 2011 : Drenaje Profundo || Yamel García : 16 episodes
- 2013 : Alguien más : Irene |
  - "Trauma superado" (Season 1, Episode 1)
  - "La montaña" (Season 1, Episode 2)
  - "Salma" (Season 1, Episode 3)
  - "Envidia de la buena" (Season 1, Episode 4)
  - "Tailandia" (Season 1, Episode 5)
- 2014– : La viuda negra : Griselda Blanco
- 2015 : La esquina del diablo : Ana García / Sara Robles